# Cleopatra Coleman
Cleopatra Coleman est une actrice australienne née le 29 octobre 1987 à Wentworth Falls. Elle est particulièrement connue pour le rôle d'Erica dans la série The Last Man on Earth.

## Filmographie

### Cinéma
- 2012 : Sexy Dance 4: Miami Heat : Penelope
- 2012 : Trains
- 2012 : Nothing Comes Easy : Cleo
- 2015 : Fear Clinic : Megan
- 2016 : Take the 10 : Sahara
- 2017 : Amityville: The Awakening : Annie
- 2018 : Hover : Claudia
- 2019 : In the Shadow of the Moon de Jim Mickle
- 2023 : Infinity Pool de Brandon Cronenberg : Em Foster
- 2023 : Rebel Moon de Zack Snyder : Devra Bloodaxe
- 2023 : Cobweb/ La Maison du mal de Samuel Bodin : Miss Devine

### Télévision
- 2004 : Silversun : Zandie Brokow (23 épisodes)
- 2005 : Blue Heelers : Skye Clarke (1 épisode)
- 2005 : Les Dents de sabre : Alys
- 2005 : Holly's Heroes : Stacey (2 épisodes)
- 2005-2006 : Coups de génie (Wicked Science) : Emma Hellman (18 épisodes)
- 2006-2007 : Les Voisins : Glenn Forrest (13 épisodes)
- 2008 : Son Altesse Alex (2 épisodes)
- 2009 : City Homicide : L'Enfer du crime : Sian Ritchie (1 épisode)
- 2010 : Rush : Jessica Hamilton (1 épisode)
- 2015 : Comedy Bang! Bang! : Katie (1 épisode)
- 2015-2018 : The Last Man on Earth : Erica (25 épisodes)
- 2016 : Better Things : Dr Okoye (1 épisode)
- 2017 : White Famous
- 2021 : Dopesick : Grace Pell
- 2024 : Clipped (mini-série) : V. Stiviano
- TBA  : Black Rabbit : Estelle